# Iwona Śledzińska-Katarasińska
Iwona Elżbieta Śledzińska-Katarasińska (n. 3 ianuarie 1941, Komorniki⁠(d), Wolbórz⁠(d), voievodatul Łódź, Polonia – d. 1 ianuarie 2024, Łódź, Polonia) a fost o jurnalistă și politiciană poloneză. Ea a fost aleasă în Sejm la 25 septembrie 2005, obținând 23.119 voturi în districtul 9 Łódź ca candidat de pe lista Platformei Civice. Ea a murit la 1 ianuarie 2024.
În Republica Populară Polonia, ea a fost jurnalistă la organul de presă „Głos Robotniczy” al Partidului Muncitoresc Unit Polonez din Łódź. Inspirată de comuniști în timpul crizei politice poloneze din 1968, ea a scris multe texte antisemite. 
Ea a fost membră a Sejmului polonez între 1991-2023. Ea și-a îndeplinit toate cele 9 mandate din circumscripția ei natală din Łódź. 